# Anastasia Agafonova
Anastasia Nikolaevna Agafonova (em russo:  Анастасия Николаевна Агафонова; Kovrov, 4 de agosto de 2003) é uma ginasta artística russa. Ela fez parte da equipe que ganhou prata no Campeonato Mundial de Ginástica Artística de 2019.

## Vida pessoal
Agafonova treina na Escola Especializada em Esportes infantis e Juvenis no Oblast de Vladimir, Rússia para Reserva Olímpica de Ginástica Artística.

## Carreira

### 2019–atualidade
Em março, Agafonova competiu no Campeonato Russo sênior, ficando com a prata na final por equipes e em nono lugar no individual geral. No final de maio, Agafonova venceu as barras assimétricas na Copa do Mundo de Osijek, na Croácia. Ela também competiu na Copa do Mundo de Paris, onde ganhou a medalha de ouro na trave de equilíbrio, bem como a medalha de prata nas barras assimétricas atrás da francesa Mélanie de Jesus dos Santos.
Agafonova fez parte da equipe russa que competiu no Campeonato Mundial de Ginástica Artística de 2019 em Stuttgart. Ao lado dela, a equipe incluía Angelina Melnikova, Lilia Akhaimova, Aleksandra Shchekoldina, Daria Spiridonova e a reserva Maria Paseka.